# فيليم الثالث ملك هولندا
فيلهلم الثالث (بالهولندية: Willem Alexander Paul Frederik Lodewijk) (فيلم ألكساندر بول فريدريك لويس؛ ولد في 19 فبراير عام 1817 وتوفي في 23 نوفمبر عام 1890) كان ملك هولندا ودوق لوكسمبورغ الأكبر من عام 1849 وحتى وفاته عام 1890. كان دوق ليمبورغ من عام 1849 حتى إلغاء الدوقية عام 1866.
كان فيلم ابن الملك فيلم الثاني وآنا بافلوفنا من روسيا. تنازل جده وليام الأول عام 1840، أصبح أمير أورانيا. بعد وفاة والده عام 1849، تولى منصب ملك هولندا.
تزوج فيلم من ابنة عمه صوفي من فورتمبيرغ وفي عام 1839 وأنجبا ثلاثة أولاد هم فيلم وموريس وألكسندر، جميعهم ماتوا قبل ولادته. بعد وفاة صوفي عام 1877 تزوج من إيما من فالدك وبيرمونت عام 1879، وأنجب ابنة واحدة تدعى فيلهلمينا، التي خلفت فيلم على العرش الهولندي. وفي الوقت نفسه، إذ كان آخر سلالة سلفية من أوتو الأول، كونت ناسو، انتقل عرش دوقية لوكسمبورغ الكبرى إلى ابن عمه السابع عشر (وابن خاله الثالث)، أدولف. حتى الآن، هو آخر ملك هولندي يموت أثناء تربعه على العرش.

## مطلع حياته
ولد فيلم في 19 فبراير عام 1817 في قصر الأمة في بروكسل، الذي كان جزءًا من مملكة الأراضي المنخفضة المتحدة آنذاك. كان الابن الأكبر لملك هولندا المستقبلي فيلم الثاني، آنا بافلوفنا من روسيا. كان لديه ثلاثة أخوة مات أحدهم في الطفولة وأخت واحدة.
في عام 1827، وفي سن العاشرة، أصبح عقيدًا في القوات البرية الملكية الهولندية. في ثلاثينيات القرن التاسع عشر، خدم كضابط برتبة ملازم في فوج حرس رماة القنابل والصيادين. في عام 1834، عُين قائدًا فخريًا لفوج الغرينادين الخامس في كييف ضمن الجيش الإمبراطوري الروسي.
تزوج صوفي ابنة عمه الأولى، وهي ابنة فيلهلم الأول ملك فورتمبيرغ، وكاثرين بافلوفا، دوقة روسيا الكبرى، في شتوتغارت في 18 حزيران عام 1839. كان هذا الزواج غير سعيد وتميز بصراعات حول أطفالهم. كانت صوفي مثقفة ليبرالية، تكره كل شيء يميل نحو الديكتاتورية، مثل الجيش. في حين كان فيلم أبسط وأكثر تحفظًا ومحبًا للجيش. منع ممارسة النشاطات الفكرية في بلده، التي وصفته فيكتوريا ملكة المملكة المتحدة، التي تقابل مع الأميرة صوفي، بمزارع غير متعلم.[بحاجة لمصدر] لكن المتحمسين له خارج إطار الزواج قادوا النيويورك تايمز إلى تسميته «أكبر فاسق في عصره». كان السبب الآخر للتوتر الزوجي (ثم في وقت لاحق من التوترات السياسية)؛ هو انزعاجه؛ كان بإمكانه أن يغضب على شخص ما في يوم، وأن يكون مهذبًا للغاية في اليوم التالي.
استاء فيلم من التغييرات الدستورية التي أقرها كل من والده (فيلم الثاني) عام 1848 ويوهان رودولف ثوربيك. اعتبر والده تلك التغييرات المفتاح إلى بقاء النظام الملكي في الأوقات المتغيرة. وشاركت صوفي، التي كانت ليبرالية، هذا الرأي. كان فيلم ذاته ينظر إليها باعتبارها قيودًا عديمة الجدوى للسلطة الملكية، وكان يفضل الحكم باعتباره طاغية مستنير في قالب جده فيلم الأول.
أخذ بعين الاعتبار التنازل عن حقه في العرش لأخيه الأصغر هنري وابنه الأكبر. أقنعته أمه بإلغاء هذا الإجراء. إذ لم يوفر الدستور الهولندي وسيلة للتخلي عن العرش.
في 17 مارس عام 1849، توفي والده وخلف فيلم على عرش هولندا. كان في ذلك الوقت ضيفًا على دوقة كليفلاند في قلعة رابي. سافر ممثلو الحكومة الهولندية إلى لندن للقاء ملكهم الجديد. تردد فيلم في العودة، لكنه كان مقتنعًا بذلك. عند وصولها رحبت الملكة الجديدة بزوجها وسؤاله «هل قبلت؟». أومأ الملك الجديد بالإيجاب، لكنه ظل غير متأكد من الأمر لبعض الوقت.

## الزواج والأبناء
تزوج من ابنه عمه «الأميرة صوفي»، وأنجب منها ثلاث أبناء ذكور هم:
- ويليام نيكولاس (ولد بتاريخ 4 سبتمبر 1840، كان وريثًا للعرش منذ تولّي والده الحكم حتى وفاته في 11 يونيو 1879).
- الأمير موريس (5 سبتمبر 1843 - 4 يونيو 1850).
- الأمير ألكسندر (ولد بتاريخ 25 أغسطس 1951، أصبح وريثًا للعرش منذ وفاه أخيه الأكبر ويليام نيكولاس في 11 يونيو 1879 حتى وفاته 21 يونيو 1884).

وبعد وفاة الأميرة صوفي تزوج من الأميرة إيما، وأنجب منها ابنته الوحيدة فيلهامينا، والتي خلفته في الحكم.